# Castorama (wielerploeg)
Castorama was een Franse wielerploeg actief in de jaren 1990 tot 1995. Hoofdsponsor was Castorama, een Franse bouwmarktketen. 
De manager van de ploeg was Cyrille Guimard, tot 1989 manager van de ploeg Système U (een supermarktketen). De ploeg was vrij succesvol. In 1992 won Jacky Durand de Ronde van Vlaanderen. Voorts werden ritzeges behaald in de Tour en de Giro. Castorama reed op fietsen van het Britse merk Raleigh en van het Franse Maxi Sports (van Cyrille Guimard).

## Bekende wielrenners
- Dominique Arnould 1990–1994
- Laurent Brochard 1992–1994
- Armand de Las Cuevas 1993–1995
- Jacky Durand 1990–1995
- Laurent Fignon 1990–1991
- Philippe Gaumont 1993–1995
- Luc Leblanc 1990–1993
- Laurent Madouas 1992–1995
- Emmanuel Magnien 1993–1995
- Thierry Marie 1990–1992, 1994–1995
- Frédéric Moncassin 1990–1992
- Dante Rezze 1993
- Bjarne Riis 1990–1991
- Laurent Roux 1994–1995
- Jean-Cyril Robin 1991–1994
- Gérard Rué 1990, 1992
- François Simon 1990–1995
- Pascal Simon 1990–1991

## Belangrijkste overwinningen
1990

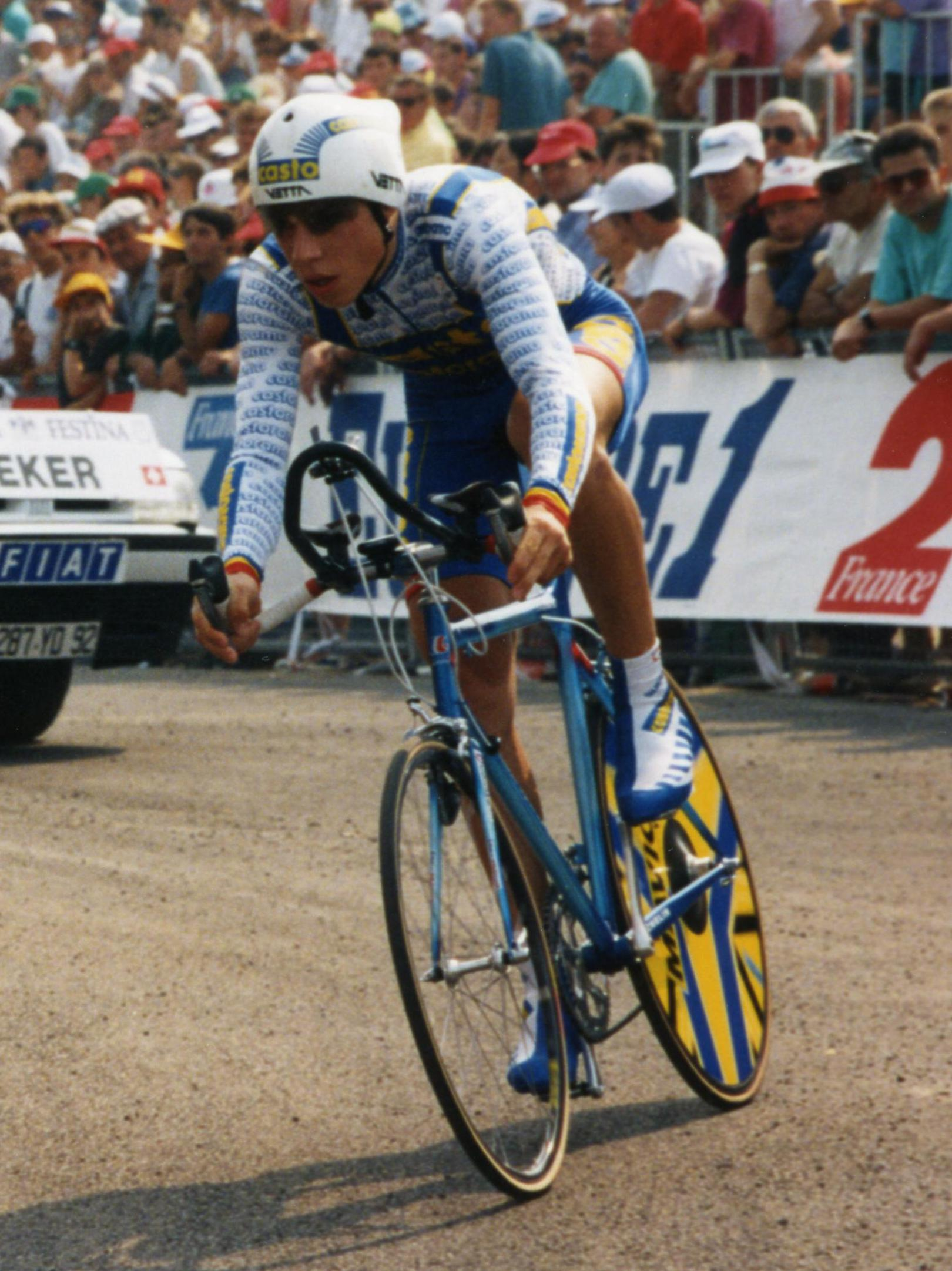
De Zwitser Fabian Jeker tijdens de Ronde van Frankrijk 1993

- Eindklassement Ronde van de Middellandse Zee: Gérard Rué
- Eindklassement Critérium International: Laurent Fignon
- Eindklassement Ronde van Luxemburg: Christophe Lavainne
- Proloog Ronde van Frankrijk: Thierry Marie
- Zesdaagse van Grenoble: Laurent Fignon (met Laurent Biondi)

1991
- 1e etappe Parijs-Nice: Thierry Marie
- Proloog Critérium du Dauphiné: Thierry Marie
- Proloog & 6e etappe Ronde van Frankrijk: Thierry Marie

1992
- 3e etappe Ronde van de Middellandse Zee: Laurent Brochard
- 7e etappe Ronde van de Middellandse Zee: Frédéric Moncassin
- Ronde van de Haut-Var: Gérard Rué
- Ronde van Vlaanderen: Jacky Durand
- Proloog Ronde van Italië: Thierry Marie
- 14e etappe Ronde van Italië: François Simon
- Frans kampioenschap op de weg: Luc Leblanc
- 1e etappe Ronde van Frankrijk: Dominique Arnould
- 18e etappe Ronde van Frankrijk: Thierry Marie

1993
- Wereldkampioenschap veldrijden, Elite: Dominique Arnould
- Frans kampioenschap op de weg: Jacky Durand

1994
- Clásica San Sebastián: Armand de Las Cuevas
- Ronde van de Haut-Var: Laurent Brochard
- Frans kampioenschap op de weg: Jacky Durand
- Proloog Ronde van Romandië: Armand de Las Cuevas
- 1e etappe deel B Ronde van Italië: Armand de Las Cuevas
- 2e etappe Critérium du Dauphiné: Emmanuel Magnien
- 4e etappe Critérium du Dauphiné: Emmanuel Magnien
- 10 etappe Ronde van Frankrijk: Jacky Durand

1995
- Klimmerstrofee: Armand de Las Cuevas
- 5e etappe Critérium du Dauphiné: Gilles Talmant
- Frans kampioenschap tijdrijden: Thierry Marie
- Proloog Ronde van Frankrijk: Jacky Durand